# Cecilia Salvai
Cecilia Salvai (Pinerolo, 2 de diciembre de 1993) es una defensora de fútbol italiana que juega actualmente para la Juventus en la Serie A.
Como internacional juvenil jugó la Eurocopa sub-19 2011.

## Carrera de clubes
Salvai empezó su carrera profesional con el Canavese en 2008, y después de una temporada se fue al Torino, donde se volvió una titular regular para el club turinés. El sitio web del equipo la describió como "sin duda, la jugadora con mayor atractivo en el plantel del Torino." Juega principalmente como lateral izquierda, pero pueda tomar la posición de central cuando es necesario.
Antes del inicio de la temporada 2012–13, se fue al club suizo Rapid Lugano, y dejó al final de la temporada para regresar a Italia, firmando con el club Bardolino Verona.
El 11 de julio de 2016, se unió al ACF Brescia Femminile para la temporada 2016–17.

## Carrera internacional

### sub-19
Durante la Eurocopa 2011 Salvai estuvo entre las once titulares del partido inicial de fase de grupos contra Rusia. No jugó en la seguna fecha contra Suiza, pero anotó el empate contra Bélgica en la victoria 3–1 para las azzurre. Italia llegó invicta a semifinales, pero finalmente perdió 2–3 con Noruega.
También fue convocada para la primera ronda clasificatoria para la Eurocopa 2012, y fue titular en los tres partidos. Italia avanzó a la segunda ronda clasificatoria, donde, otra vez, fue titular los tres partidos. Italia, sin embargo, acabó segunda en su grupo y última entre los segundos, y por tanto no entró al torneo final.

### sub-20
Salvai fue convocada por el entrenador de la selección sub-20 Corrado Corradini para participar del Mundial 2012, donde fue titular en las tres fechas de la fase de grupos. Como Italia acabó última en Grupo B, no jugaron ningún otro partido.

### Mayor
Salvai hizo su debut para el equipo mayor el 19 de septiembre de 2012, cuando Italia enfrentó a Grecia en el último partido de la clasificación a la Eurocopa 2013. Fue titular en los primeros dos partidos de la fase de grupos contra Finlandia y Dinamarca pero no jugó contra Suecia, cuando Italia clasificó a los cuartos de final.

#### Goles
| Lista de goles | Lista de goles | Lista de goles    | Lista de goles | Lista de goles    | Lista de goles  | Lista de goles                      |
| #              | Fecha          | Ubicación         | Adversario     | Resultado parcial | Resultado final | Competición                         |
| -------------- | -------------- | ----------------- | -------------- | ----------------- | --------------- | ----------------------------------- |
| 1              | 08-06-2018     | Florencia, Italia | Portugal       | 2-0               | 3-0             | Clasificación para el Mundial 2019  |
| 2              | 24-02-2021     | Florencia, Italia | Israel         | 6-0               | 12-0            | Clasificación para la Eurocopa 2021 |

## Palmarés

### Club
Juventus
- Serie A: 2017/2018, 2018/2019, 2019/2020, 2020/2021
- Copa Italia: 2018/2019
- Supercopa Italiana: 2019, 2020

### Individual
- Once ideal de la AIC: 2019[16]